# Joshua Lederberg
Joshua Lederberg (født 23. maj 1925, død 2. februar 2008) var en amerikansk molekylærbiologi og vinder af Nobelprisen i fysiologi eller medicin.